# Vellano
Vellano ist eine Fraktion der italienischen Gemeinde Pescia in der Provinz Pistoia, Toskana.

## Beschreibung
Vellano ist einer der Orte, die Die Zehn Burgen genannt werden. Die Gegend, in der das Dorf liegt, die Valleriana, wird auch als Pescianische Schweiz bezeichnet.
Vellano ist ein abgelegener Ort und befindet sich auf einer Höhe von 552 Metern. Die Fraktion liegt etwa 9,7 Kilometer nördlich vom Gemeindesitz in Pescia. Es besteht eine Bushaltestelle in dem Ort.

## Geschichtliches
Bis zur Eingemeindung 1928 nach Lucca war Vellano eine eigenständige Gemeinde auf einem Gebiet, welches 25 km² umschloss. Zu ihr gehörten die Gemeinden Pontito, Pietrabuona, Sorana, Stiappa und Castelvecchio. Sie hatte in diesem Jahr 3761 Einwohner.

## Bauten & Sehenswürdigkeiten
- Kirche des Heiligen Martins und Heiligen Sixtus
- Bergmann- und Bergbaumuseum